# Emmaboda pastorat
Emmaboda pastorat är ett pastorat i Stranda-Möre kontrakt i stiftet Växjö stift i Svenska kyrkan. Pastoratet omfattar hela Emmaboda kommun i Kalmar län.
Pastoratskoden är 061511.
Pastoratet omfattar följande församlingar:
- Emmaboda församling
- Långasjö församling
- Vissefjärda församling
- Algutsboda församling